# Common rail
Nel settore automobilistico, il common rail (ovvero in italiano, condotto comune, o collettore comune) è un sistema di alimentazione ad iniezione diretta del carburante, utilizzato su motori diesel e benzina. È costituito da un tubo (il cosiddetto "rail") contenente il carburante che viene spinto ad alta pressione tramite una pompa, e da una serie di iniettori (generalmente in numero pari a quello dei cilindri) dotati di elettrovalvole la cui apertura consente l'iniezione del carburante nei cilindri. L'iniezione ad alta pressione, che costituisce quindi la principale differenza tra i sistemi di iniezione precedenti a pressione più bassa, offre vantaggi in termini di potenza e consumo di carburante rispetto alla precedente iniezione di carburante a pressione inferiore, iniettando il carburante sotto forma di un numero maggiore di goccioline più piccole, fornendo un rapporto molto più elevato tra superficie e volume. Ciò fornisce una migliore vaporizzazione dalla superficie delle goccioline di carburante e quindi una combinazione più efficiente dell'ossigeno atmosferico con il carburante vaporizzato che fornisce una combustione più completa.
Inventato dal fisico barese Mario Ricco, fu ideato, sviluppato e pre-industrializzato dal Gruppo Fiat (Magneti Marelli, Centro Ricerche Fiat filiale di Bari ed Elasis) ed industrializzato da Bosch. Il lancio mondiale per le vetture di serie avvenne nel 1997 con la prima applicazione sulle Alfa Romeo 156 1.9 e 2.4 JTD. Si trattava di un sistema innovativo per il campo automobilistico, la cui evoluzione successiva, sviluppata da Bosch, ha portato a un notevole progresso nei motori diesel, con progressiva riduzione delle cilindrate e miglioramento delle prestazioni, caratteristiche che gli hanno permesso di rendere i motori diesel competitivi sul mercato motoristico per la mobilità individuale, in precedenza dominato dalle motorizzazioni a benzina. Per circa due anni, il sistema è rimasto un'esclusiva di FIAT, Alfa Romeo e Lancia, poi è stato adottato dalla totalità dei maggiori gruppi automobilistici ad eccezione del gruppo Volkswagen, che ha iniziato ad impiegarlo solo dopo circa un decennio.

## Storia

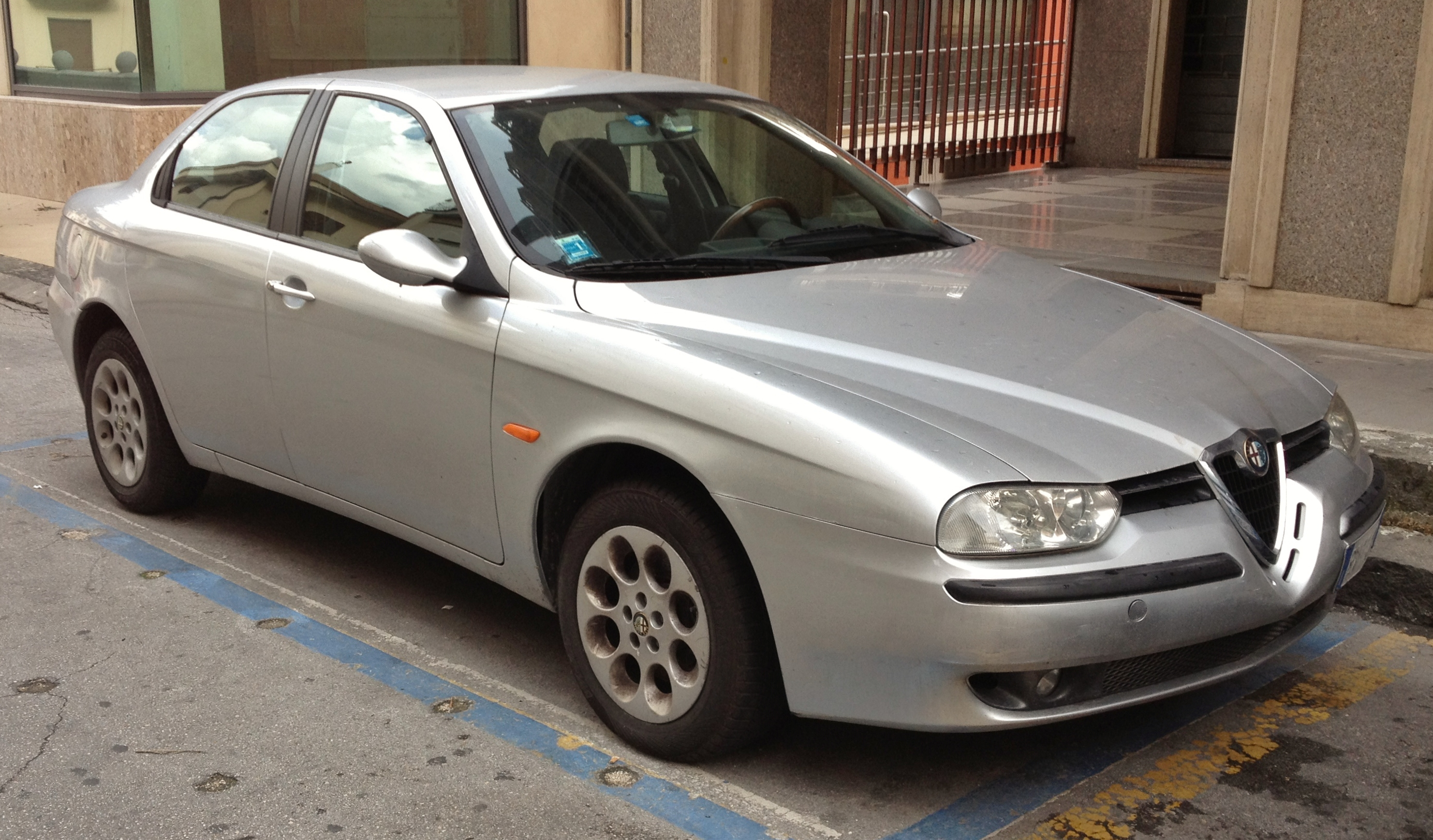
L'Alfa Romeo 156 1.9 litri JTD, il primo modello di autovettura al mondo ad aver adottato il sistema common rail

Nonostante la storia del common rail in campo automobilistico risalga agli anni '80 e '90 del Novecento, motori con lo stesso principio del common rail erano già stati utilizzati in passato in ambito navale e ferroviario, su imbarcazioni e locomotive. Il Cooper-Bessemer GN-8 (del 1942) è un esempio di motore diesel common rail ad azionamento idraulico, conosciuto anche come common rail modificato. Il principio del motore "common rail" ad iniezione diretta fu sviluppato dai ricercatori del politecnico di Zurigo a partire dagli anni trenta ma era inapplicabile sui motori diesel per uso automobilistico. 
La prima applicazione su autovetture avvenne nel 1997: una pompa, indipendentemente dal regime di rotazione del motore, introduce gasolio all'interno di una condotta (il "common rail" o collettore comune) e genera una pressione all'interno della stessa, che diventa così un accumulatore idraulico, cioè una riserva di combustibile in pressione pronto per essere iniettato nei cilindri. Il gasolio in eccesso (ad alta temperatura) è rimandato al serbatoio dove si miscela con il gasolio a temperatura ambiente. Nelle prime applicazioni (Alfa Romeo 156 1,9 JTD) questo ricircolo di gasolio caldo nel serbatoio causava problemi di affidabilità legati all'innalzamento della temperatura globale nel circuito carburante, con pericoli di degradazione dei componenti di plastica. Il problema fu risolto con una serpentina metallica di raffreddamento posta sotto la vettura.
Elemento importantissimo nel sistema common rail è il filtro del gasolio, poiché gli iniettori di ultima generazione sono particolarmente sensibili alle impurità e all'acqua. Più che a problemi di infiltrazioni nel serbatoio del gasolio o in fase di rifornimento, il problema è dovuto alla condensazione notturna dell'umidità presente nell'aria a causa dell'abbassamento della temperatura nel serbatoio. Per ovviare alla presenza di acqua, nella maggior parte dei gruppi di filtraggio del gasolio sono installati un sistema di separazione dell'acqua e un sensore presenza acqua che rileva il superamento del livello di accumulo massimo consentito.

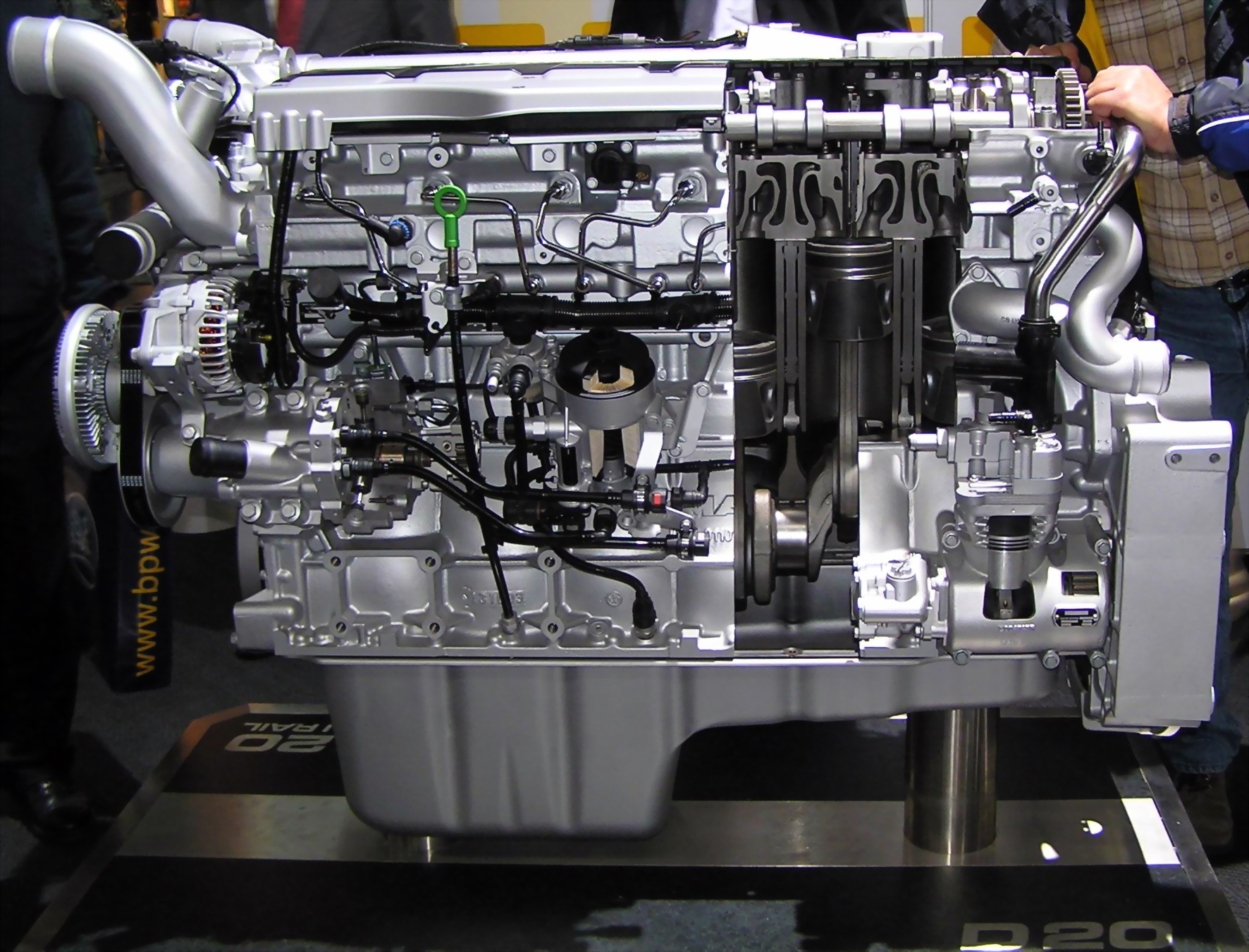
Dettaglio di un motore MAN common rail

La pre-industrializzazione del sistema "common rail" iniziò nel 1990 dalla collaborazione tra Magneti Marelli, Centro Ricerche Fiat ed Elasis. Dopo lo sviluppo portato avanti dal Gruppo Fiat, il progetto fu ceduto, nell'aprile 1994, alla tedesca Robert Bosch GmbH (su pressione della Mercedes), che si occupò dell'industrializzazione e della commercializzazione.
Il 27 giugno 2008 fu presentata la seconda versione del common rail: il motore Multijet. La terza generazione del common rail ha esordito nel 2013, con il motore Alfa Romeo JTDm2.
La Fiat aveva presentato, nel 1986, la prima vettura con motore a ciclo diesel con iniezione diretta, la Fiat Croma TD i.d.; fece poi seguito, nell'ottobre del 1997, l'Alfa Romeo 156 JTD equipaggiata con un motore a ciclo diesel che lavorava con il sistema d'iniezione del combustibile "common rail". I motori common rail di tipo MultiJet sono in uso su tutti i modelli del Fiat Group Automobiles.

## Struttura

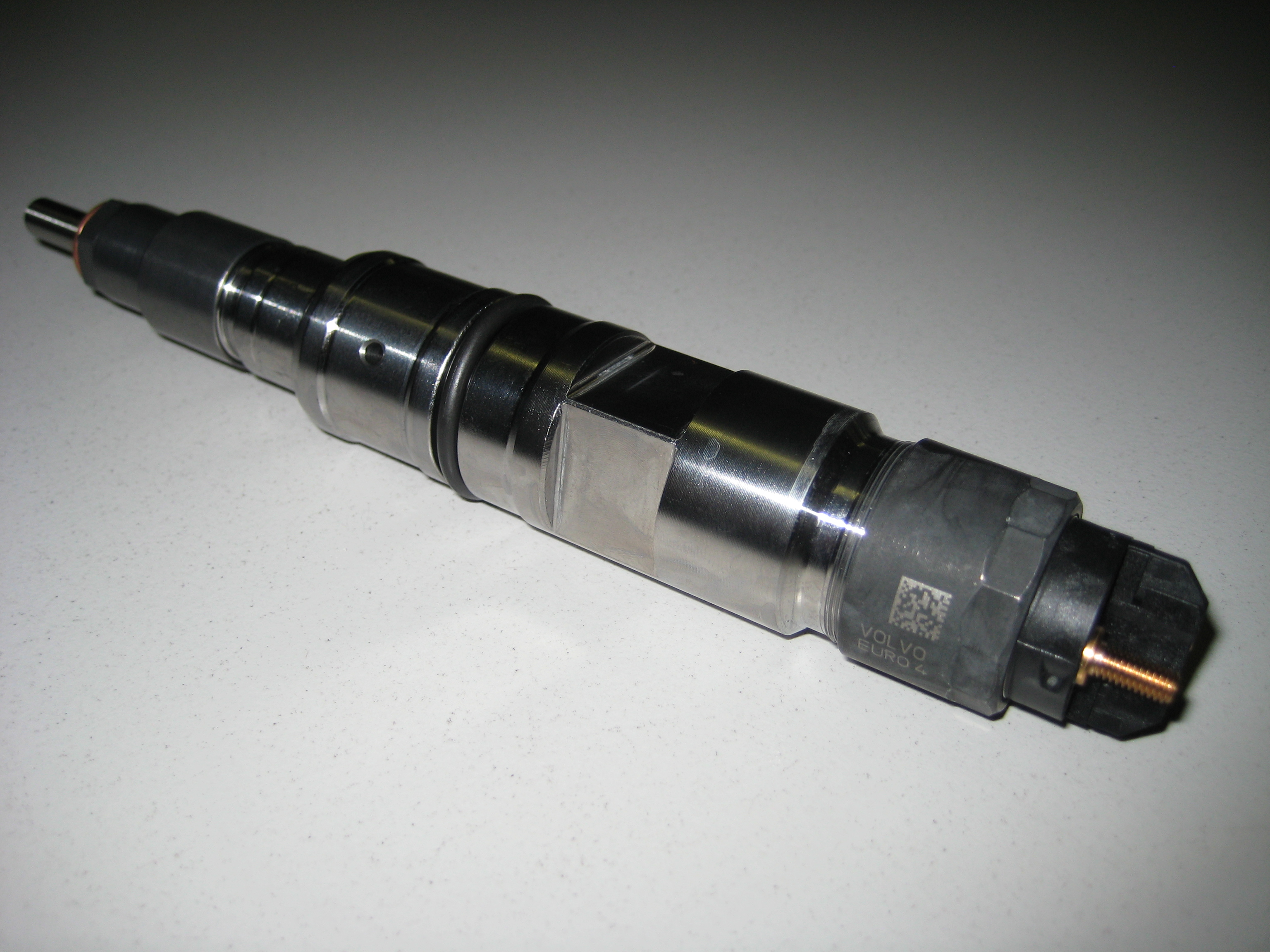
Iniettore common rail

È caratterizzato dalla presenza di una pompa a bassa pressione con in serie un'ulteriore pompa ad alta pressione, seguite da un condotto comune di accumulo ad alta pressione per il combustibile (da 30 al minimo a 300 MPa al massimo a pieno carico) e da iniettori a comando elettronico. In questo modo la gestione della pressione e del tempo di iniezione sono svincolate tra di loro, permettendo grande flessibilità di funzionamento.
Nei precedenti motori a combustione interna a iniezione diretta, una pompa ad alta pressione alimentava dei condotti ad alta pressione fino alle valvole controllate da un albero a camme, o agli iniettori ad apertura meccanica che si aprivano grazie alla pressione esercitata dal combustibile stesso su un corpo conico che otturava l'orifizio di iniezione e nebulizzazione, vincendo così la resistenza della molla (tarata tra i 35 e i 45 MPa per i grandi motori navali, e tra i 75 e i 95 MPa nei comuni motori per autotrazione) che lo manteneva in posizione di chiusura. L'apertura e la chiusura degli iniettori erano quindi determinate dalla pressione generata dalla pompa di iniezione.
Il sistema di alimentazione common rail è stato battezzato con la sigla JTD (uniJet Turbo Diesel) in casa Fiat, mentre altri costruttori hanno utilizzato diverse denominazioni: CDI per Mercedes-Benz, CDTi per Opel, HDi per Gruppo PSA (Peugeot, Citroen), dCi per Renault, TDCi per Ford, ecc.

## Funzionamento

Schema di funzionamento

La pompa ad alta pressione mette il combustibile in pressione (generalmente pochissimi giri consentono già la generazione della pressione massima di funzionamento) e lo trasferisce al condotto comune che funge da serbatoio di accumulo della pressione. La pressione è regolata grazie ad una valvola controllata elettronicamente, in modo da mantenere nel condotto comune, chiamato "flauto", la pressione richiesta dalla centralina elettronica.
Il combustibile giunge quindi agli elettro-iniettori ed occupa due vani, uno sopra ed uno sotto l'ago polverizzatore. Le due forze contrastanti si annullano e l'ago resta in chiusura grazie a una piccola molla. Il vano superiore, detto camera di comando, ha uno sfogo regolato da una valvola a solenoide o a comando piezoelettrico. Quando la centralina elettronica comanda l'apertura della valvola, il vano superiore all'ago si svuota, la pressione presente nel vano inferiore comanda l'apertura dell'ago e inizia il processo di iniezione nella camera di combustione, che finisce solo quando è interrotto il comando alla valvola; la formazione di pressione nella camera di comando determina la chiusura dell'ago polverizzatore.

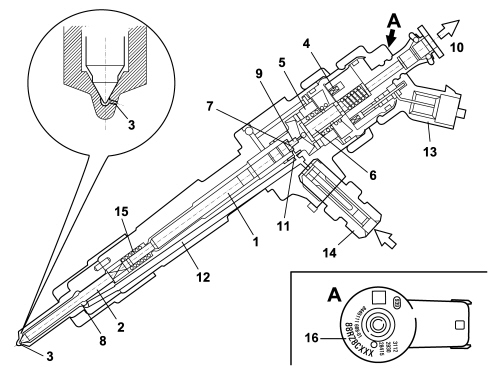
Disegno a sezione di un iniettore common rail Bosch

In questo modo, grazie alla grande velocità di reazione delle valvole di comando, è possibile ottenere anche più iniezioni per ogni ciclo di lavoro. Si ha quindi una preiniezione, per innalzare pressione e temperatura nella camera di combustione, una o più iniezioni principali ed anche delle postiniezioni. Grazie alla preiniezione e alla suddivisione dei ratei di mandata principale, la pressione nella camera di combustione si innalza in modo più graduale, evitando così la rumorosità di funzionamento tipica dei motori Diesel ad iniezione diretta.
I sistemi common rail riescono quindi a ridurre le rumorosità e gli elevati picchi di pressione, ed ottengono una combustione più ordinata, grazie alla quale diminuiscono le emissioni di gas incombusti ed i consumi (circa il 15%) e un sensibile aumento delle prestazioni (circa il 12%). Si hanno inoltre postiniezioni che fanno parte delle strategie antinquinamento.
Il sistema di preiniezione rende il common rail molto più simile ai motori ad accensione comandata (i comuni motori a benzina) che ad un tradizionale motore ad accensione spontanea (motore diesel).
I motori più sofisticati, in alcuni casi anche grazie agli iniettori piezoelettrici, possono effettuare fino a otto iniezioni per ciclo. Appartengono a questa famiglia i motori Fiat Multijet. I precedenti JTD avevano solo due iniezioni: la principale e la preiniezione.

## Situazione attuale
Tutti gli odierni motori diesel impiegano il sistema common rail; gli ultimi ad adottarlo sono stati quelli realizzati dal gruppo Volkswagen, che ha invece utilizzato un sistema a iniettore-pompa, o PDE, in cui ogni iniettore è dotato di una propria pompa dedicata, fino al 2009, anno in cui ha anch'esso iniziato ad impiegare il common rail a causa dell'impossibilità di adeguare il sistema ad iniettore-pompa alle normative anti-inquinamento Euro 5.